# Moby Dick e il segreto di Mu
Moby Dick e il segreto di Mu (Moby Dick et le secret de Mu) è una serie televisiva a disegni animati prodotta da LuxAnimation, Carrere Group e TF1 nel 2005, composta da 26 episodi di ventisei minuti ciascuno. È stata trasmessa originariamente su TF1, mentre in Italia l'emissione è avvenuta in prima visione su Rai 2.

## Trama
Il capitano Achab, avido cercatore di tesori, rinviene nel fondale marino una misteriosa tomba, riccamente ornata. Al suo interno  scopre essere stato depositatovi un ragazzino ancora vivo. Si tratta di Romy, dall'apparente età di dodici anni, l'ultimo erede della antica civiltà di Mu e del suo perduto continente; Romy intraprende un lungo viaggio alla ricerca delle 24 pietre preziose che lo condurranno presso la città perduta e la responsabilità che gli spetta, accompagnato da Satya, da Zù e dalla balena bianca Moby Dick. Il gruppo dovrà recarsi nelle 24 colonie di superstiti di Mu sparse per tutto il mondo e affrontare delle prove per ottenere le pietre sacre. Ma il capitano Achab non si dà per vinto, ed insegue i ragazzini convinto che possano portarlo al mitico tesoro di Mu.

## Personaggi principali
- Romy - Discende direttamente dagli antichi popolatori del continente di Mu; è destinato a diventare un'importante guida per il proprio popolo. Nel corso della serie si innamora di Satya, ma è troppo timido per farsi avanti.
- Satya - Originaria dell'isola di Cylon, Satya veste in maniera tipicamente indiana, ed è dotata di poteri telepatici. Si accorge benissimo dell'affetto che Romy ha nei suoi confronti, e finisce per innamorarsi di lui.
- Zû - Grosso uccello simile a un Tucano molto variopinto e spesso loquace, aiuta il gruppo con i suoi poteri di teletrasporto.
- Moby Dick - La balena bianca interviene spesso, guidando il gruppo ed aiutandolo quando fa naufragio o rischia di annegare; è anche la nemesi di Achab, impedendogli il più delle volte di manovrare la sua nave e di condurre le scialuppe.
- Achab - Antagonista principale della serie. Un capitano egoista, crudele e soprattutto avido di ricchezza. E' ossesionato dal cacciare Moby Dick e d'impossessarsi dei tesori di Mu.
- Flask - membro dell'equipaggio di Achab, ma a differenza del capitano non è del tutto avido. Alla fine lui e Stubb abbandonano Achab, capendo gli insegnamenti di Mu ed essendo affezionati entrambi a Romy.
- Stubb - membro dell'equipaggio di Achab, ma a differenza del capitano non è del tutto avido. Alla fine lui e Flask abbandonano Achab, capendo gli insegnamenti di Mu ed essendo affezionati entrambi a Romy.
- Kamal - Nakal dell'Isola del Mistero. Uoma anziano, saggio, gentile e generoso. Da sempre dei saggi consigli sia a Romy che a Satya. Come tutti i Nakal possiede dei poteri magici: come telecinesi, comunicazione animale, controllo sulla natura e la capacità di reincarnarsi nei secoli.
- I Nakal - Sono i maestri e i guardiani della saggezza di Mu. Sono a capo delle colonie dei superstiti di Mu sparse per tutto il mondo e forniscono a Romy indicazioni su come superare le prove. Essi si reincarnano nei secoli, conservando le loro conoscenze e memorie.

## Doppiaggio italiano
- Alessio De Filippis: Romy
- Letizia Ciampa: Satya
- Oliviero Dinelli: Zù
- Paolo Buglioni: Achab
- Diego Reggente: Stubb
- Ambrogio Colombo: Flask
- Dante Biagioni: Kamal